# Mořkov

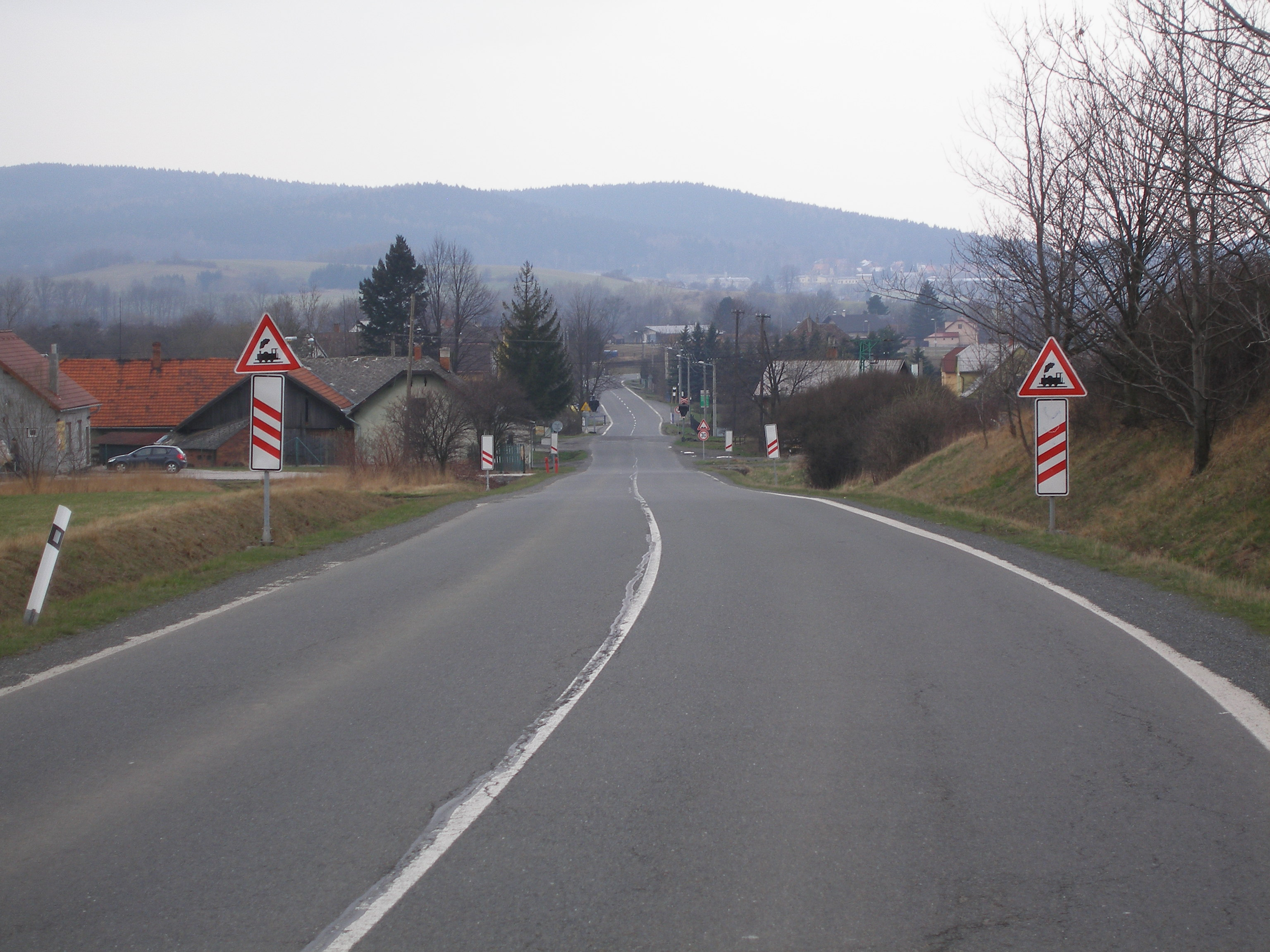
Ortsansicht

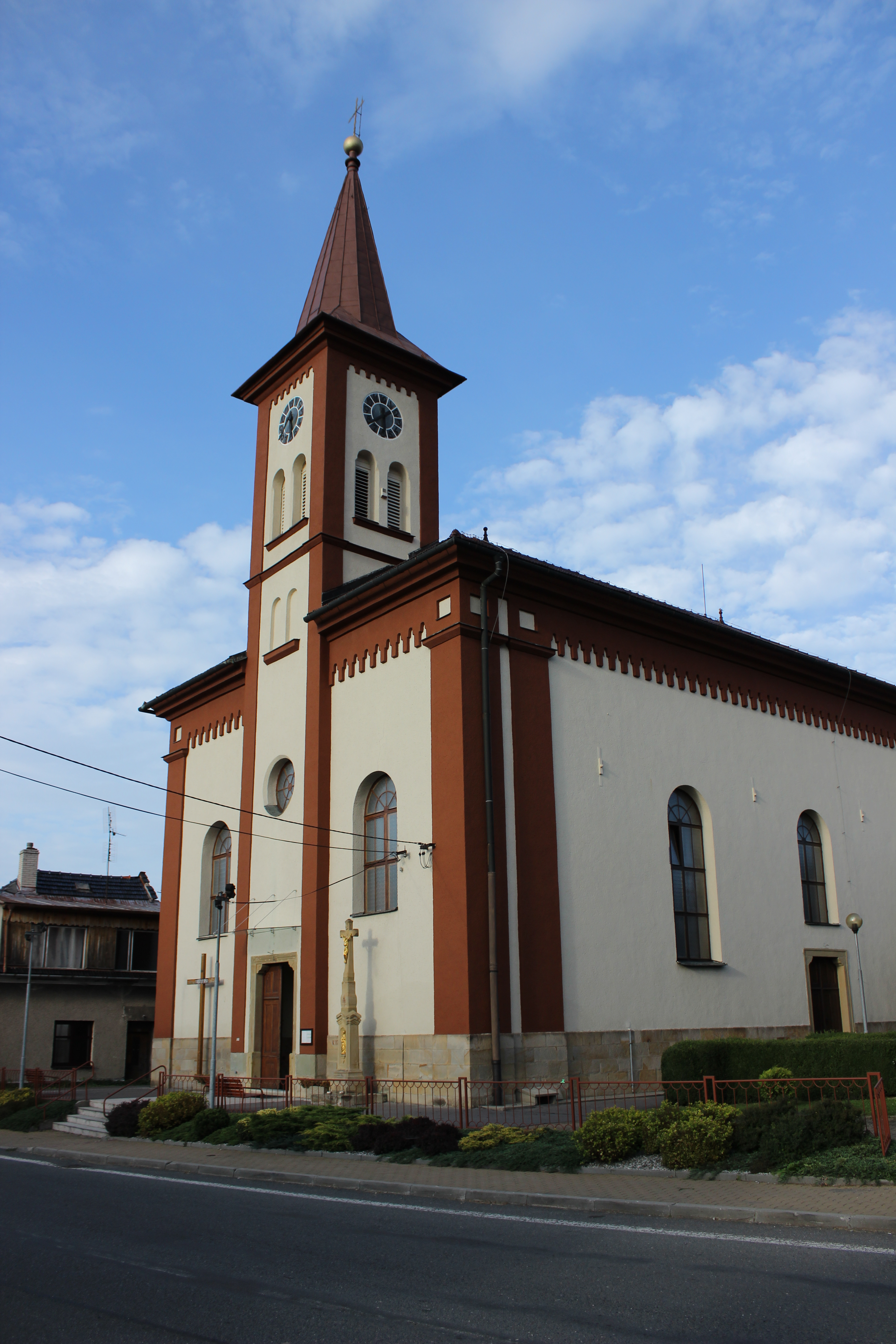
Kirche des hl. Georg

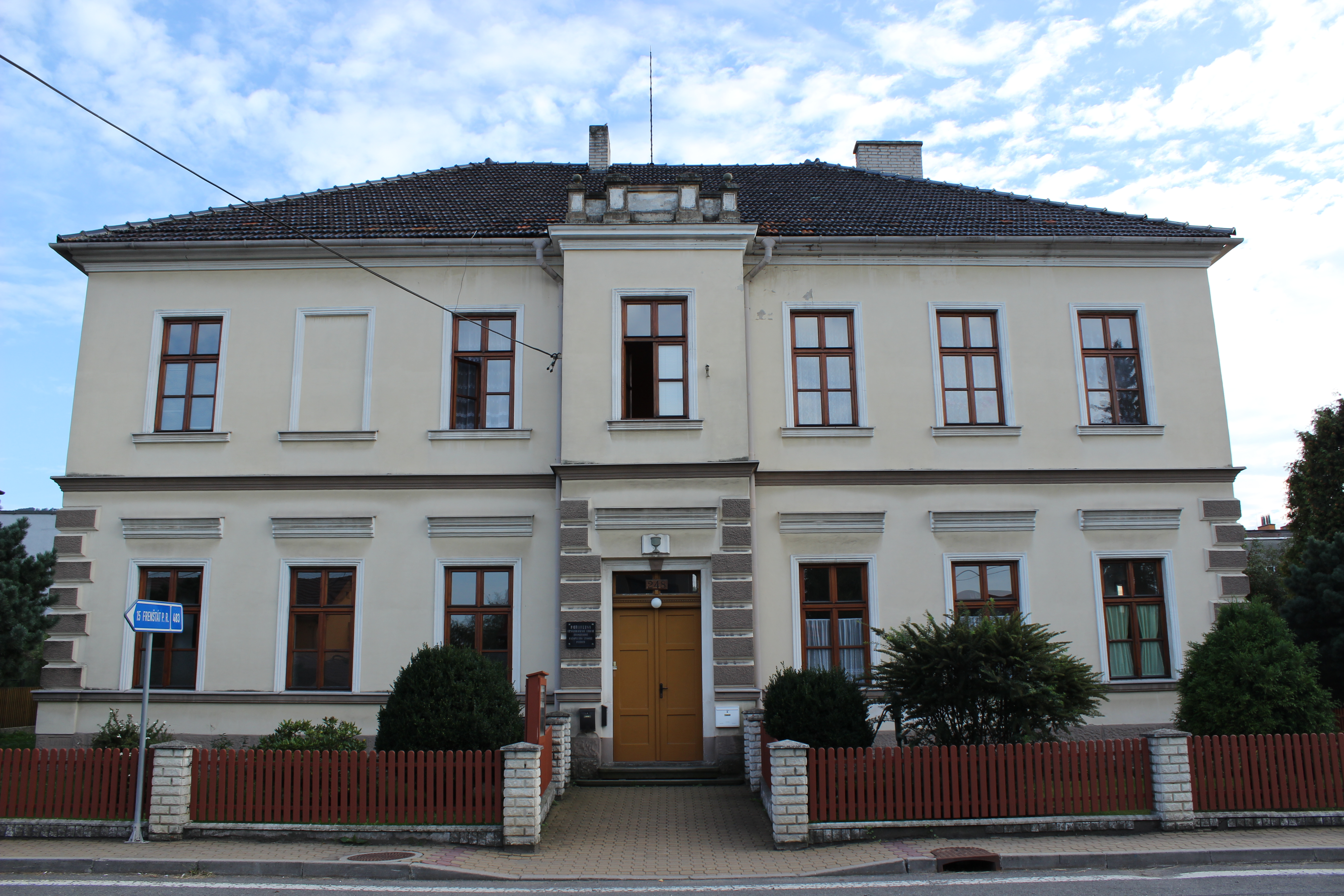
Evangelisches Bethaus

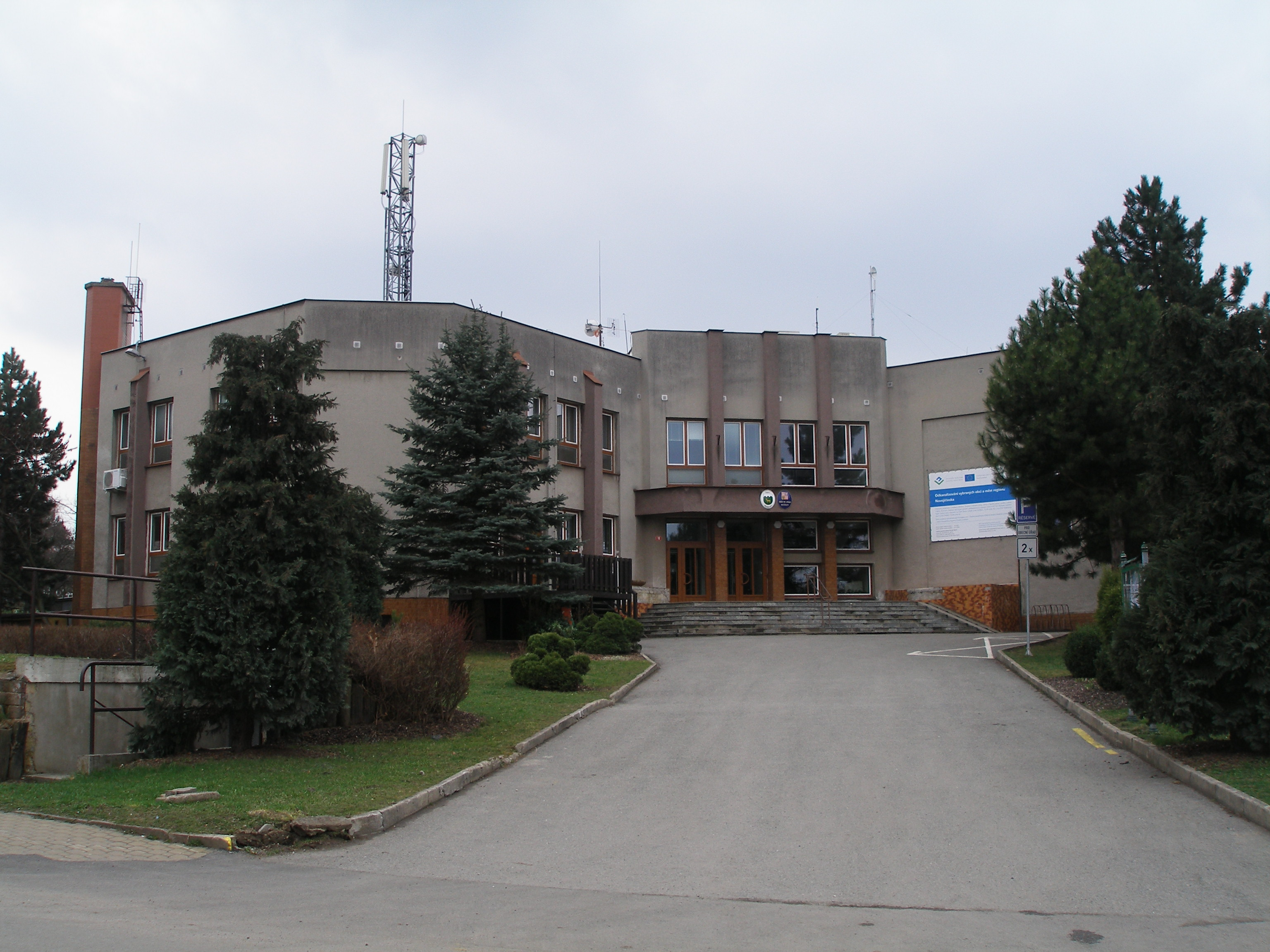
Gemeindeamt

Mořkov (deutsch Murk) ist eine Gemeinde in Tschechien. Sie liegt sieben Kilometer südöstlich von Nový Jičín und gehört zum Okres Nový Jičín.

## Geographie
Mořkov befindet sich – umgeben von den Bergen der Radhošťská hornatina (Radhoscht-Bergland) und der Štramberská vrchovina (Stramberger Bergland) – in der Veřovická brázda (Wernsdorfer Furche). Das Dorf erstreckt sich entlang des Baches Králův potok bis zu dessen Einmündung in die Jičínka    (Titsch). Nördlich erheben sich die Jedle (Tannenberg, 544 m n.m.) und die Hlásnice (558 m n.m.), im Nordosten der Štramberčík (498 m n.m.), östlich der Velký Javorník (917 m n.m.), im Südosten die Dlouhá (859 m n.m.) und die Krátká (767 m n.m.), südlich der Huštýn (747 m n.m.) und die Trojačka (709 m n.m.), im Südwesten die Oprchlice (639 m n.m.) und der Beňkov (450 m n.m.) sowie im Nordwesten der Mořkovský vrch (Murker Berg, 427 m n.m.). Durch den Ort führt die Staatsstraße II/483 zwischen Hodslavice und Frenštát pod Radhoštěm. Am südlichen Ortsrand verläuft die Bahnstrecke Kojetín–Český Těšín. Mořkov liegt am Rande des Naturparks Podbeskydí und des Landschaftsschutzparks Beskydy.
Nachbarorte sind Životice u Nového Jičína und Rybí im Norden, Libotínské Paseky und Ženklava im Nordosten, Veřovice im Osten, Rožnov pod Radhoštěm im Südosten, Zubří und Zašová im Süden, Krhová, Bynina und Mštěnovice im Südwesten, Hodslavice im Westen sowie Bludovice im Nordwesten.

## Geschichte
Das Dorf wurde während des Landesausbaus als Waldhufendorf gegründet. Die erste schriftliche Erwähnung erfolgte im Jahre 1274, als Bischof Bruno von Schauenburg einen Lehnsmann Mravík mit Muritz belehnte. Später erwarben die Herren von Krawarn das Gut. Seit 1411 ist das Dorf unter den Gütern der Burg Stralenberg nachweislich; als Latzek (I.) von Krawarn auf Helfenstein in jenem Jahr seine Stralenberger Untertanen von Heimfall befreite, ist Morcov unter den zur Burg gehörigen 16 Dörfern aufgeführt. Um 1430 erwarben die Herren von Cimburg die Herrschaft. 1437 verkauften die Testamentsvollstrecker des Ctibor von Cimburg und Křídlo auf Alttitschein dessen gesamte Güter an Wilhelm Puklitz von Posoritz. Im gleichen Jahr wurde ein hölzernes Kirchlein errichtet. Die Raubritter Puklitz von Posoritz veräußerten die Herrschaft später an Heinrich von Boskowicz und Czernahor. 1478 verkauften dessen Söhne Tobias und Benedikt von Boskowicz und Czernahor die Herrschaft Stramberg mit dem Städtchen Stramberg sowie elf Dörfern, darunter Morkow, an Benedikt von Hustopetsch. Benedikts Sohn Latzek von Hustopetsch veräußerte die Herrschaft 1531 an Bernard von Zierotin auf Fulnek, der sie im Jahr darauf seinem Neffen Viktorin vererbte. Nach dem Tod des Viktorin von Zierotin teilten sich dessen beide Söhne im Jahre 1533 das Erbe; Wilhelm erhielt Alttitschein, seinem Bruder Friedrich fiel Neutitschein mit der Burg und dem Städtchen Stramberg sowie Morzkow und weiteren zehn Dörfern zu. 1558 kaufte sich die Stadt Neutitschein aus der Untertänigkeit frei und erwarb zudem auch Stramberg und die elf Dörfer. Im 16. Jahrhundert bestand zudem ein Freihof des Ritters Jan Jeřábek von Mořkov. Im Jahre 1587 ließ Jakub Jeřábek von Mořkov anstelle der kleinen Holzkirche eine steinerne Kirche erbauen. Vor dem Dreißigjährigen Krieg bestand in Mařkow eine Pfarrei, zu der auch Hodslavice und Veřovice gehörten; die Inschrift der 1614 gegossenen Glocke der St. Andreas-Kirche erinnert an die Pfarrei und den Erzpfarrer Poniczky. Nach der Schlacht am Weißen Berg konfiszierte König Ferdinand II. 1621 die Stadt Neutitschein mit ihren Gütern und verlieh die Herrschaft 1624 der Olmützer Jesuitenstiftung. Die Pfarrei erlosch während des Krieges, die Kirche wurde der Pfarrei Seitendorf als Filiale zugewiesen. 1664 kaufte die Jesuiten den Freihof für 4000 Gulden. Der eingedeutschte Name Murkh ist erstmals 1676 nachweislich. Bis zum Anfang des 18. Jahrhunderts wurde Eisenerzbergbau betrieben. Nach der Aufhebung des Jesuitenordens wurde die Herrschaft Neutitschein 1781 ohne die Stadt Neutitschein, die 1775 wieder aus der Untertänigkeit befreit wurden war, der Theresianischen Ritterakademie in Wien übereignet.
Im Jahre 1835 bestand das im Prerauer Kreis gelegene Dorf Murk, auch Murký bzw. Mořkow genannt, aus 152 Häusern, in denen 1081 Personen, darunter zu einem Viertel Protestanten (A.B.), lebten. Haupterwerbsquelle bildete die Landwirtschaft, insbesondere die Rinderzucht. Unter herrschaftlichem Patronat stand die Filialkirche St. Georg. An der Titsch wurden zwei Mühlen betrieben. Katholischer Pfarrort war Seitendorf; die Protestanten hatten ihr Bethaus in Hotzendorf. 1844 entstand neben der Kirche eine einklassige Dorfschule. Bis zur Mitte des 19. Jahrhunderts blieb Murk der Herrschaft Neu-Titschein untertänig.
Nach der Aufhebung der Patrimonialherrschaften bildete Mořkov / Murk ab 1849 eine Gemeinde im Gerichtsbezirk Neutitschein. Ab 1869 gehörte Mořkov zum Bezirk Neutitschein. Zu dieser Zeit hatte das Dorf 1315 Einwohner und bestand aus 179 Häusern. Das Schulhaus wurde 1879 für den zweiklassigen Unterricht aufgestockt. Im Jahre 1888 nahm die Mährisch-Schlesische Städtebahn den Verkehr auf, am südöstlichen Ortsausgang entstand am Papakův potok ein Haltepunkt, der nach der Eröffnung der Lokalbahn den Namen Murk, Hauptstrecke / Mořkov hlavní trať erhielt. Im Jahr darauf wurde die Lokalbahnstrecke Hotzendorf-Neutitschein eröffnet, die auf halbem Wege zwischen Hodslavice und Mořkov durch die Felder führte. Auch an dieser Strecke entstand – auf Hotzendorfer Flur – ein Haltepunkt Murk. Zwischen 1894 und 1895 erfolgte der Bau einer Evangelischen Privatschule. Im Jahre 1900 lebten in Mořkov 1597 Personen; 1910 waren es 1700. Da die alte Dorfschule zu klein geworden war, entstand 1910 ein neues Schulgebäude, in dem mit dem fünfklassigen Unterricht begonnen wurde. Der Haltepunkt Murk wurde zu Beginn des 20. Jahrhunderts der Gemarkung Mořkov zugeordnet, in seiner Umgebung entstand die Siedlung Nové Domky. Im Jahre 1930 bestand Mořkov aus 314 Häusern und hatte 1902 Einwohner. Nach dem Münchner Abkommen wurde das mährischsprachige Dorf 1938 zunächst dem Deutschen Reich zugeschlagen. Im Zuge weiterer Grenzregulierungen wurde die Gemeinde am 24. November 1938 wieder aus dem Landkreis Neu Titschein ausgegliedert und an die Tschechoslowakei zurückgegeben. Bis 1945 war Mořkov dem neu gebildeten Bezirk Wallachisch Meseritsch zugeordnet und kam nach Kriegsende wieder zum Okres Nový Jičín zurück. In den Jahren 1967–1968 wurde das Schulhaus durch zwei Klassenpavillons und weitere Anbauten erweitert. Seit 1998 führt die Gemeinde ein Wappen und Banner.
Beim Zensus von 2001 lebten in den 656 Häusern von Mořkov 2374 Personen. Die Bahnstrecke Hostašovice–Nový Jičín horní nádraží wurde 2009 wegen schwerer Hochwasserschäden stillgelegt und danach abgebaut; 2014 wurde auf ihrer Trasse ein Radfahrweg eröffnet.

## Gemeindegliederung
Für die Gemeinde Mořkov sind keine Ortsteile ausgewiesen. Grundsiedlungseinheiten sind Mořkov und Mořkov-u zastávky. Die Siedlung Mořkov-u zastávky wird jedoch zumeist als Nové Domky bezeichnet. Zu Mořkov gehört zudem die Einschicht V Říkách.

## Sehenswürdigkeiten
- Kirche des hl. Georg, sie wurde 1587 errichtet und erhielt ihre heutige Gestalt beim Umbau von 1878. Der Hauptaltar stammt aus dem Jahre 1667.
- Ehemalige Dorfschule, erbaut 1844, sie dient heute als Gesundheitszentrum
- Ehemalige evangelische Privatschule, errichtet 1894–1895, heute wird sie als evangelisches Bethaus genutzt
- Gedenkstein der Befreiung durch die Rote Armee, an der neuen Schule, errichtet 1974
- Gedenkstein für die Opfer der deutschen Konzentrationslager, am evangelischen Bethaus
- Gedenkstein für die Gefallenen des Ersten Weltkrieges, oberhalb des Friedhofes
- Kapelle der Schmerzensmutter mit Wappen der Ritter Jeřábek von Mořkov, sie wurde 1853 von Jan Jeřábek auf seinem Grundstück errichtet